# Quateiella quatei
Quateiella quatei is een muggensoort uit de familie van de Scatopsidae. De wetenschappelijke naam van de soort is voor het eerst geldig gepubliceerd in 1956 door Cook.